# Haroldo de Andrade
Haroldo Andrade Silva, (Curitiba, 1.º de maio de 1934 – Rio de Janeiro, 1.º de março de 2008), popularmente conhecido por Haroldo de Andrade, foi um locutor, radialista, apresentador de TV, publicitário e empresário brasileiro.

## Biografia
Nascido na capital paranaense, Haroldo de Andrade trabalhou ainda na infância como office-boy no comércio.
Sempre que podia, Haroldo ia aos estúdios do Serviço de Alto-Falantes Iguaçú, na Praça Tiradentes, onde o locutor era Vicente Mickosz, com quem fez amizade. Naquela época, tais serviços de alto-falantes anunciavam produtos do comércio local.
Com seu conhecimento junto aos donos de lojas, Haroldo começou a fazer anúncios dos estabelecimentos no microfone. Foi nesta primeira experiência quer a boa voz e a dicção muito clara chamou a atenção do público e o fez ingressar na Rádio Clube Paranaense, onde passou a atuar como locutor, apresentando o Grande Programa RCA Victor, de repertório de músicas clássicas e líricas. Foi nesta época que Haroldo ouviu pela primeira vez o Concerto para piano e orquestra n.º 1, do compositor russo Pyotr Ilyich Tchaikovsky, cuja melodia o encantou e que anos mais tarde acabaria servindo de prefixo para seu programa na Rádio Globo.
Aos 20 anos de idade, resolveu deixar a terra natal e tentar a sorte como radialista na então Capital Federal, o Rio de Janeiro. Em 1954, começou a trabalhar na antiga Rádio Mauá, cuja frequência era 1060 kHz, onde os mesmos predicados que o celebrizaram em Curitiba logo chamaram a atenção do público carioca. Numa época em que o rádio ainda detinha a primazia da popularidade, grandes emissoras possuíam grandes auditórios, onde havia espaço para o público assistir às irradiações. Na Mauá, a plateia não existia, e logo Haroldo criou uma maneira diferente de permitir a participação do público nas transmissões. Foi quando lançou o programa Musifone, em que os ouvintes podiam telefonar para o radialista e pedir músicas, participar de pequenos jogos e concorrer a prêmios. Com isso, Haroldo inaugurou a interatividade no rádio brasileiro, muitos anos antes de esta expressão começar a ser utilizada. A atração logo alcançou o primeiro lugar na audiência.
Com o sucesso do Musifone, Haroldo chamou a atenção de emissoras maiores. Foi quando a Rádio Globo o contratou, em 1961. Lá, a partir do dia 6 de novembro daquele ano, Haroldo passou a comandar o programa Alvorada Carioca, das seis às oito horas da manhã, além de continuar apresentando o Musifone na parte da tarde. Em 1962, recebeu seu primeiro prêmio no Rio, o "Microfone de Ouro", na categoria de "Melhor Locutor".
No final de 1965, Haroldo passa a se apresentar também na Rádio Eldorado, emissora pertencente ao Sistema Globo de Rádio, comandando pela manhã o Haroldo, Muniz e a Música, ao lado de Roberto Muniz. Em 1966, passa a apresentar um programa de televisão na recém-inaugurada TV Globo. Em Os Maiorais da Globo, Haroldo de Andrade dividia a tela com os também radialistas Luís de Carvalho, Jonas Garret, Mário Luís Barbato e Roberto Muniz, apresentando as paradas musicais do momento.
No início de 1966 sofre um acidente automobilístico que lhe deixaria sequelas físicas permanentes.
Em 1968, passa a se apresentar na TV Excelsior, onde ganha um programa exclusivo, o Haroldo de Andrade Show, com apresentações musicais, jogos e concursos entre artistas. Naquele mesmo ano, estreou um dos quadros que mais celebrizariam o comunicador, o "Bom Dia".
Em 1969, passa a apresentar os shows populares que a Rádio e a TV Globo patrocinavam em comemoração ao Dia do Trabalhador, que caia no mesmo dia de seu aniversário. O primeiro show foi realizado no estádio do Bangu Atlético Clube. A partir de 1970, com o imenso sucesso da iniciativa, os shows passam a serem realizados nos jardins da Quinta da Boa Vista, sempre com audiências superiores a 100 mil pessoas. 1970 também marcou a volta de Haroldo à TV Globo, agora com um programa exclusivo.
No rádio, o grande destaque do Programa Haroldo de Andrade passou a ser a mesa de debates, com nomes importantes de diversos campos debatendo o noticiário. Eram os Debates Populares, cujo formato passou a ser copiado por todas as emissoras do Brasil. Foi o auge de seu sucesso no veículo, conquistando liderança absoluta de audiência por mais de 30 anos consecutivos. Isso fez com que o “Programa Haroldo de Andrade” recebesse o prêmio de "Melhor Programa Radiofônico da América Latina" em 1977, no 10°Fórum Internacional de Programação de Rádio. No mesmo ano, a revista norte-americana Billboard apontou Haroldo de Andrade como a Maior Personalidade no Ar.
Seu público majoritário era composto por donas de casa, aposentados, motoristas de táxi e estudantes. Sua popularidade gerou reações curiosas, como a de uma ouvinte que diariamente esperava o apresentador na porta da Rádio Globo vestida de noiva, pronta para “se casar” com seu ídolo assim que este quisesse. Ou o taxista que um dia entrou no estúdio onde Haroldo apresentava seu programa e lhe entregou uma cápsula radioativa que um passageiro havia abandonado em seu carro. Na mesma entrada da emissora, diariamente, dezenas de fãs e aspirantes à carreira artística também costumavam abordá-lo, em busca de um autógrafo, uma palavra de carinho ou uma chance de divulgação. Foi assim que Haroldo foi responsável pelo lançamento das carreiras de vários artistas hoje consagrados.
O sucesso e a liderança de Haroldo de Andrade na Rádio Globo permaneceram inalterados ao longo de mais de quatro décadas, malgrado uma curta passagem pela Rádio Bandeirantes, entre 1982 e 1983. Mas no final da década de 1990, reformulações no rádio começaram a afetar a posição de Haroldo na preferência popular. Foi quando a direção do Sistema Globo de Rádio resolveu nacionalizar a programação da rede. Haroldo, que embora tivesse ouvintes em outros estados já era completamente identificado com o público fluminense, resistiu à ideia de dirigir-se aos públicos de outras localidades. Com isso, a Rádio Globo acabou por demiti-lo em julho de 2002, num episódio doloroso para o velho apresentador.
Haroldo não foi informado com antecedência da decisão da direção da emissora, e só soube de seu afastamento quando indagou de um funcionário do Departamento Pessoal a razão da não renovação de seu contrato. Naquele mesmo dia, o Programa Haroldo de Andrade saiu do ar, sem que Haroldo pudesse se despedir de seus ouvintes.
Retirado à sua residência no bairro das Laranjeiras e limitado a administrar a sua empresa de marketing, Haroldo não se conformou com o fim de seu trabalho. Conversou com algumas outras emissoras, mas não entrou em acordo com nenhuma. Foi quando decidiu abrir a sua própria emissora. Conseguiu adquirir a emissora que funcionava no mesmo dial de sua primeira rádio no Rio de Janeiro, o 1060, que em 7 de novembro de 2005 passou a se chamar Rádio Haroldo de Andrade. Reunindo outros comunicadores de sua geração e afastados das grandes emissoras, a Rádio Haroldo de Andrade dedicou sua programação ao Rio de Janeiro e às cidades no entorno metropolitano. Logo, a emissora já alcançava o terceiro lugar geral em audiência entre as rádios AM.
No entanto, dificuldades técnicas e a falta de recursos de propaganda foram derrubando a audiência. A saída da comunicadora Cidinha Campos em um episódio conturbado também minou o crescimento da emissora.
A partir de 2007, diversos problemas de saúde obrigaram Haroldo de Andrade a se afastar dos microfones. Ele já sofria de diabetes há alguns anos, e passou a padecer também de problemas cardíacos e renais. Após um breve retorno, a necessidade da colocação de um marcapasso nos últimos dias de 2007, bem como a dependência do tratamento de diálise retiraram novamente Haroldo dos microfones.
Em janeiro de 2008, após um tombo em sua casa, Haroldo novamente voltou ao hospital. Lá, foi constatada uma gangrena em sua perna, que acabou por ser amputada. A fragilidade do paciente levou a equipe médica que o atendia a colocá-lo em coma induzido, de onde não mais sairia.
Haroldo de Andrade faleceu às 15 horas do dia 1.º de março de 2008, exatamente dois meses antes de completar 74 anos de vida, vítima de falência múltipla dos órgãos. Foi enterrado no dia seguinte, ao lado de um de seus oito filhos, no Cemitério de São Francisco Xavier, no Caju. Sua morte foi notícia em todos os veículos de comunicação do país e ao seu funeral compareceram mais de quinhentas pessoas, entre ouvintes, políticos e artistas. No dia anterior, o prefeito da cidade do Rio de Janeiro, César Maia, anunciou que batizaria uma rua da cidade com seu nome. A promessa foi cumprida, com a publicação do Decreto Nº 29.061, de 6 de março de 2008, que batizou como "Largo Haroldo de Andrade" o logradouro situado na Rua do Russel, lado par, próximo à Ladeira de Nossa Senhora, na Zona Sul do Rio de Janeiro e bem próximo ao edifício-sede do Sistema Globo de Rádio.
A Rádio Haroldo de Andrade foi extinta em 5 de maio de 2008, com a venda da emissora para o grupo Canção Nova, de emissoras católicas.

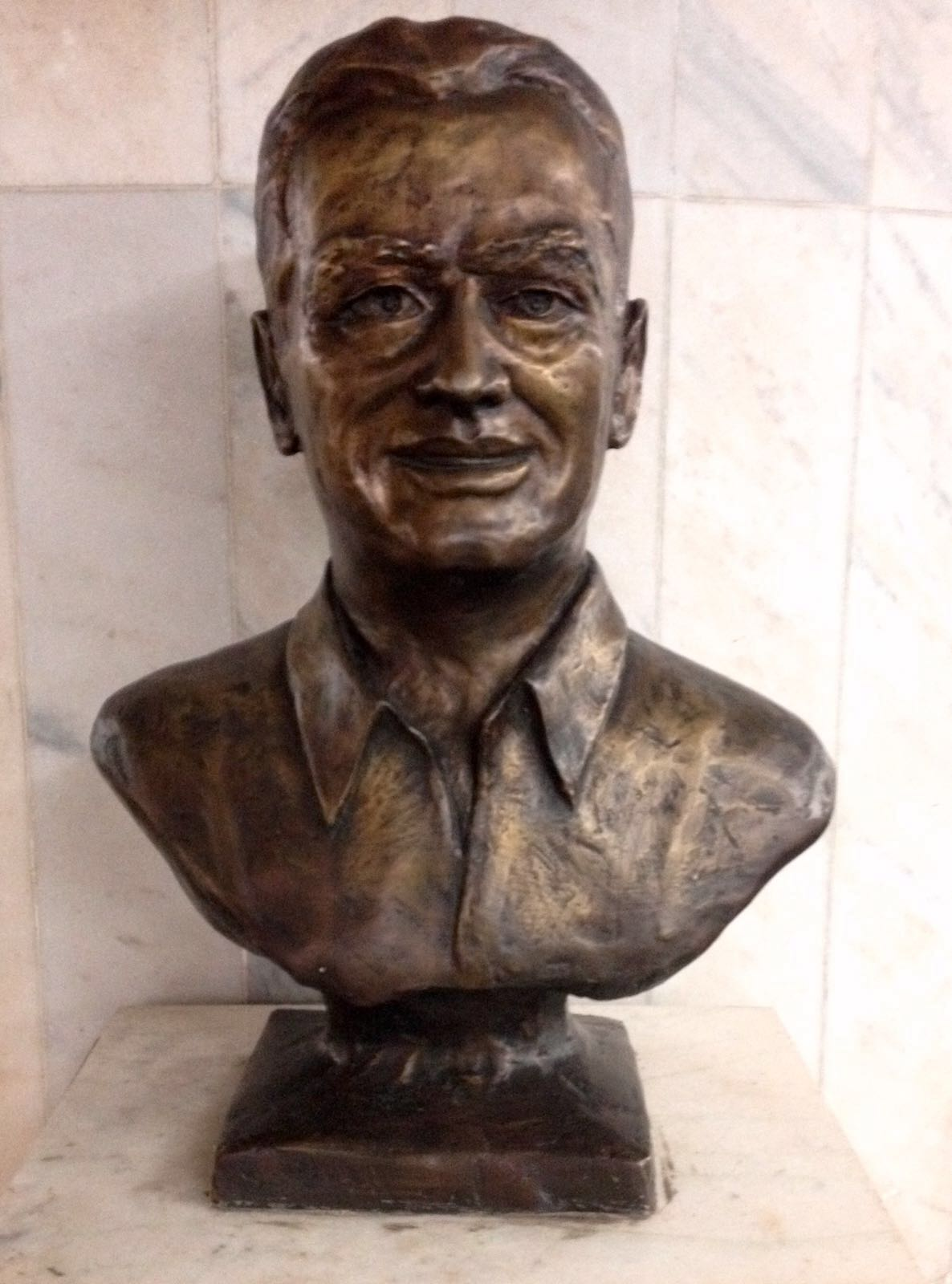
Busto do radialista Haroldo de Andrade, de autoria do escultor Edgar Duvivier, e em exposição na Estação Glória do Metrô Rio

Em 19 de maio de 2011, o Governo do Estado do Rio de Janeiro anunciou que um conjunto habitacional a ser construído no bairro de Barros Filho, na Zona Norte do Rio de Janeiro, com recursos do programa federal "Minha Casa, Minha Vida", ganharia o nome de Haroldo de Andrade. No dia 12 de setembro do mesmo ano, foi inaugurado no interior da estação Glória do Metrô Rio, um busto do radialista. A ideia da homenagem partiu do deputado estadual Paulo Ramos. O autor da obra foi o escultor Edgar Duvivier. No mesmo ano, o escritor e jornalista Victor Grinbaum passou a escrever a biografia do radialista.
Em 5 de fevereiro de 2015, a Prefeitura do Rio batizou com o nome do radialista uma rua no bairro da Cidade Nova, pelo Decreto Nº 39.752.

### Curiosidades
O Programa Haroldo de Andrade, com a voz do comunicador, é citado na comédia Bendito Fruto, produção de 2004 de Sergio Goldenberg.

## Discografia
Haroldo de Andrade gravou marchinhas de carnaval e também possui álbuns falados, com o estilo baseado em seus programas no rádio.

### Álbuns de estúdio
1971 - Bom Dia com Haroldo de Andrade (Continental)
2005 - Mensagens (Inter CD Records)

### Outras aparições
1970 - Carnaval '71 (Odeon) - faixa "Aquela Mini Saia"

1971 - Carnaval 1972 (Odeon) - faixa "Dá um Beijo Nela"